# Eduardo Bauzá
Eduardo Mariano Bauzá (Mendoza, 16 de noviembre de 1939-Ib., 17 de febrero de 2019) fue un dirigente estudiantil, empresario y político argentino, que ocupó distintos ministerios durante el gobierno de Carlos Menem y fue el primer Jefe de Gabinete del país luego de la creación de dicha figura institucional.

## Biografía
Era oriundo de la Provincia de Mendoza. Fue Presidente del Centro de Estudiantes de la Facultad de derecho de la Universidad de la Provincia de Mendoza  entre 1961 y 1964, y luego fue apoderado y administrador de la empresa que lleva su nombre, la cual fue fundada por su abuelo en 1924. Entre 1961 y 1964 , también fue empresario dedicado a la producción fideera y vitivinícola en su Provincia.
Por varios años se desempeñó como asesor ad-honorem en los tribunales de menores de la provincia. Se vinculó con Carlos Menem, y se desempeñó como Secretario de Desarrollo de Gobierno de la Provincia de La Rioja entre 1973 y 1976, hasta ser depuesto luego del Golpe de Estado.
Fue detenido por el gobierno militar, llamado Proceso de Reorganización Nacional de aquellos años entre mayo de 1976 y abril de 1977 ya que fue considerado un elemento de izquierda por los militares debido a la recuperación de tierras desérticas para la entrega a campesinos riojanos y pasó un año tras las rejas.
A partir de 1982, al recomenzar la actividad política en el país, participó en la creación de la corriente interna del Partido Justicialista conocida como "Federalismo y Liberación". Ésta fue presidida por Carlos Menem, quien años más tarde se postularía en la misma como precandidato presidencial para las elecciones internas del partido.
Fue elegido como diputado por la provincia de mendoza por el período 1987-1991. Ocupó el cargo de Secretario de la Comisión de Economía y fue miembro de las comisiones de Ciencia y Técnica e Industria.
En 1989 renunció a su banca de diputado para desempeñarse como ministro del Interior del Gobierno de Carlos Menem. Ocupó dicho cargo por seis meses. Luego se lo nombró como Ministro de Salud y Acción Social de la Nación, y después como Secretario General de la Presidencia de la Nación.
Durante la Reforma de la Constitución Argentina de 1994 se creó una nueva figura institucional, la del Jefe de Gabinete de Ministros. El 8 de junio de 1995 asumió dicho cargo, siendo el primer dirigente argentino en desempeñarse en el mismo. 
El 5 de junio de 1996 asumió como senador de la provincia de Mendoza. Como senador presentó varios proyectos de gran importancia, entre ellos: un proyecto de ley estableciendo que el ministerio de trabajo y seguridad social, crease la superintendencia de la inspección del trabajo en todo el territorio nacional, y la creación de dos juzgados en Mendoza.
A partir de su retiro pasó a residir en Mendoza. Sufrió de Parkinson, por lo que su familia decidió mantenerlo hospedado en el Hotel Diplomatic.